# Medelstads tingslag
Medelstads tingslag var ett tingslag i Blekinge län i Östra och Medelstads domsaga, före 1937 i  Medelstads domsaga. Tingsplats var i Ronneby.
Tingslaget bildades 1683 och omfattade Medelstads härad. Tingslaget upplöstes 1948 och verksamheten överfördes då till Östra och Medelstads domsagas tingslag.